# Massimiliano di Baden
Il principe Maximilian von Baden, noto anche come Max di Baden (Baden-Baden, 10 luglio 1867 – Salem, 6 novembre 1929), è stato un politico tedesco.
Fu l'ultimo Cancelliere dell'Impero tedesco dal 3 ottobre al 9 novembre 1918.

## Biografia
Maximilian era figlio di Luigi Guglielmo di Baden, fratello minore del granduca Federico I di Baden, e della moglie Maria di Leuchtenberg. Alla morte dello zio, essendo il cugino Federico II senza figli, divenne il granduca ereditario.
Max era noto come un aristocratico liberale e divenne Cancelliere dell'Impero tedesco, nell'ottobre 1918, per negoziare un armistizio. Nonostante avesse delle forti riserve su come lo Stato Maggiore avrebbe voluto condurre i negoziati, accettò l'incarico e formò un governo che, per la prima volta, incluse rappresentanti del Partito Socialdemocratico, tra cui Friedrich Ebert e Philipp Scheidemann.
Gli sforzi per negoziare un armistizio vennero fermati dallo scoppio della Rivoluzione nei primi giorni di novembre. Maximilian capì subito che il Kaiser non avrebbe potuto mantenere il suo trono a lungo e, pertanto, esortò Guglielmo II ad abdicare, per cercare di salvare la monarchia. Guglielmo II rifiutò, nonostante i suoi capi di Stato Maggiore, Paul von Hindenburg e Wilhelm Groener, avessero suggerito la stessa linea d'azione. Nonostante il rifiuto del Kaiser, Max annunciò l'abdicazione di Guglielmo il 9 novembre 1918 e rassegnò le proprie dimissioni in favore di Ebert.
Max trascorse il resto della sua vita in completo ritiro. Nel 1928, dopo la morte del granduca Federico II, divenne capo della Casa di Baden. Morì a Salem (Baden-Württemberg) l'anno successivo.

## Matrimonio e figli
Maximilian sposò Maria Luisa di Hannover e Cumberland, figlia di Ernesto Augusto, duca di Cumberland, e della principessa Thyra di Danimarca. Dal matrimonio nacquero due figli:
- Maria Alessandra (1902-1944), sposò Volfango d'Assia-Kassel
- Bertoldo (1906-1963), sposò Teodora di Grecia

## Ascendenza
|                              |                        |                                    | Genitori                                 |  |  | Nonni |  |  | Bisnonni                |  |  | Trisnonni                 |  |
|                              |                        |                                    |                                          |  |  |       |  |  | Carlo Federico di Baden |  |  | Federico di Baden-Durlach |  |
|                              |                        |                                    |                                          |  |  |       |  |  | Carlo Federico di Baden |  |  | Federico di Baden-Durlach |  |
|                              |                        | Amalia di Nassau-Dietz             |                                          |  |  |       |  |  | Carlo Federico di Baden |  |  |                           |  |
| Leopoldo di Baden            |                        |                                    |                                          |  |  |       |  |  | Carlo Federico di Baden |  |  |                           |  |
|                              |                        | Luisa Carolina Geyer di Geyersberg | Luigi Enrico Filippo Geyer di Geyersberg |  |  |       |  |  |                         |  |  |                           |  |
|                              |                        | Luisa Carolina Geyer di Geyersberg | Luigi Enrico Filippo Geyer di Geyersberg |  |  |       |  |  |                         |  |  |                           |  |
|                              |                        | Luisa Carolina Geyer di Geyersberg | Massimiliana Cristiana di Sponeck        |  |  |       |  |  |                         |  |  |                           |  |
| Luigi Guglielmo di Baden     |                        | Luisa Carolina Geyer di Geyersberg |                                          |  |  |       |  |  |                         |  |  |                           |  |
|                              |                        | Gustavo IV Adolfo di Svezia        | Gustavo III di Svezia                    |  |  |       |  |  |                         |  |  |                           |  |
|                              |                        | Gustavo IV Adolfo di Svezia        | Gustavo III di Svezia                    |  |  |       |  |  |                         |  |  |                           |  |
|                              |                        | Gustavo IV Adolfo di Svezia        | Sofia Maddalena di Danimarca             |  |  |       |  |  |                         |  |  |                           |  |
| Sofia Guglielmina di Svezia  |                        | Gustavo IV Adolfo di Svezia        |                                          |  |  |       |  |  |                         |  |  |                           |  |
|                              |                        | Federica di Baden                  | Carlo Luigi di Baden                     |  |  |       |  |  |                         |  |  |                           |  |
|                              |                        | Federica di Baden                  | Carlo Luigi di Baden                     |  |  |       |  |  |                         |  |  |                           |  |
|                              |                        | Federica di Baden                  | Amalia d'Assia-Darmstadt                 |  |  |       |  |  |                         |  |  |                           |  |
| Maximilian di Baden          |                        | Federica di Baden                  |                                          |  |  |       |  |  |                         |  |  |                           |  |
|                              | Eugenio di Beauharnais | Alessandro di Beauharnais          |                                          |  |  |       |  |  |                         |  |  |                           |  |
|                              | Eugenio di Beauharnais | Alessandro di Beauharnais          |                                          |  |  |       |  |  |                         |  |  |                           |  |
|                              | Eugenio di Beauharnais | Giuseppina di Beauharnais          |                                          |  |  |       |  |  |                         |  |  |                           |  |
| Massimiliano di Leuchtenberg | Eugenio di Beauharnais |                                    |                                          |  |  |       |  |  |                         |  |  |                           |  |
|                              |                        | Augusta di Baviera                 | Massimiliano I Giuseppe di Baviera       |  |  |       |  |  |                         |  |  |                           |  |
|                              |                        | Augusta di Baviera                 | Massimiliano I Giuseppe di Baviera       |  |  |       |  |  |                         |  |  |                           |  |
|                              |                        | Augusta di Baviera                 | Augusta Guglielmina d'Assia-Darmstadt    |  |  |       |  |  |                         |  |  |                           |  |
| Maria di Leuchtenberg        |                        | Augusta di Baviera                 |                                          |  |  |       |  |  |                         |  |  |                           |  |
|                              |                        | Nicola I di Russia                 | Paolo I di Russia                        |  |  |       |  |  |                         |  |  |                           |  |
|                              |                        | Nicola I di Russia                 | Paolo I di Russia                        |  |  |       |  |  |                         |  |  |                           |  |
|                              |                        | Nicola I di Russia                 | Sofia Dorotea di Württemberg             |  |  |       |  |  |                         |  |  |                           |  |
| Marija Nikolaevna Romanova   |                        | Nicola I di Russia                 |                                          |  |  |       |  |  |                         |  |  |                           |  |
|                              |                        | Carlotta di Prussia                | Federico Guglielmo III di Prussia        |  |  |       |  |  |                         |  |  |                           |  |
|                              |                        | Carlotta di Prussia                | Federico Guglielmo III di Prussia        |  |  |       |  |  |                         |  |  |                           |  |
|                              |                        | Carlotta di Prussia                | Luisa di Meclemburgo-Strelitz            |  |  |       |  |  |                         |  |  |                           |  |
|                              |                        | Carlotta di Prussia                |                                          |  |  |       |  |  |                         |  |  |                           |  |